# Leucanthemopsidinae
Leucanthemopsidinae Oberprieler & Vogt, 2007 è una sottotribù di piante angiosperme dicotiledoni della famiglia delle Asteraceae (sottofamiglia Asteroideae e tribù Anthemideae/clade  Eurasian grade).

## Etimologia
ll nome della sottotribù deriva dal suo genere più importante Leucanthemopsis (Giroux) Heywood la cui etimologia deriva da due parole greche ”leucantha” (= bianco) e ”anthemon” (= fiore) e fa riferimento al colore dei fiori (la particella finale "psis" è stata aggiunta per distinguerlo dal genere simile Leucanthemum).

Il nome scientifico della sottotribù è stato definito per la prima volta dai botanici contemporanei Christoph Oberprieler (1964 - ) e Robert Vogt (1957 - ) nella pubblicazione "Willdenowia. Mitteilungen aus dem Botanischen Garten und Museum Berlin-Dahlem. Berlin-Dahlem - 37 (1):. 104 2007" del 2007.

## Descrizione

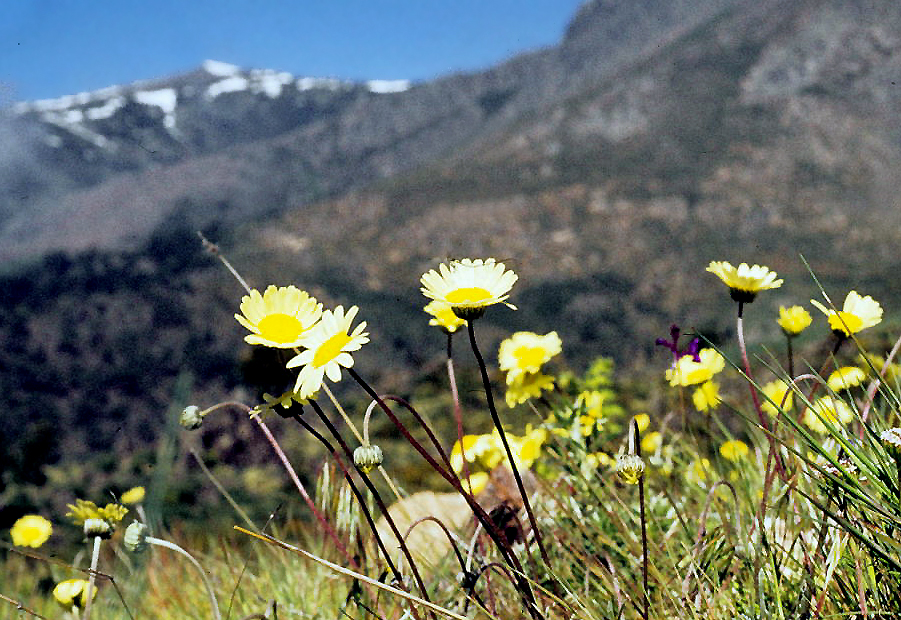
Il portamento
Leucanthemopsis pallida

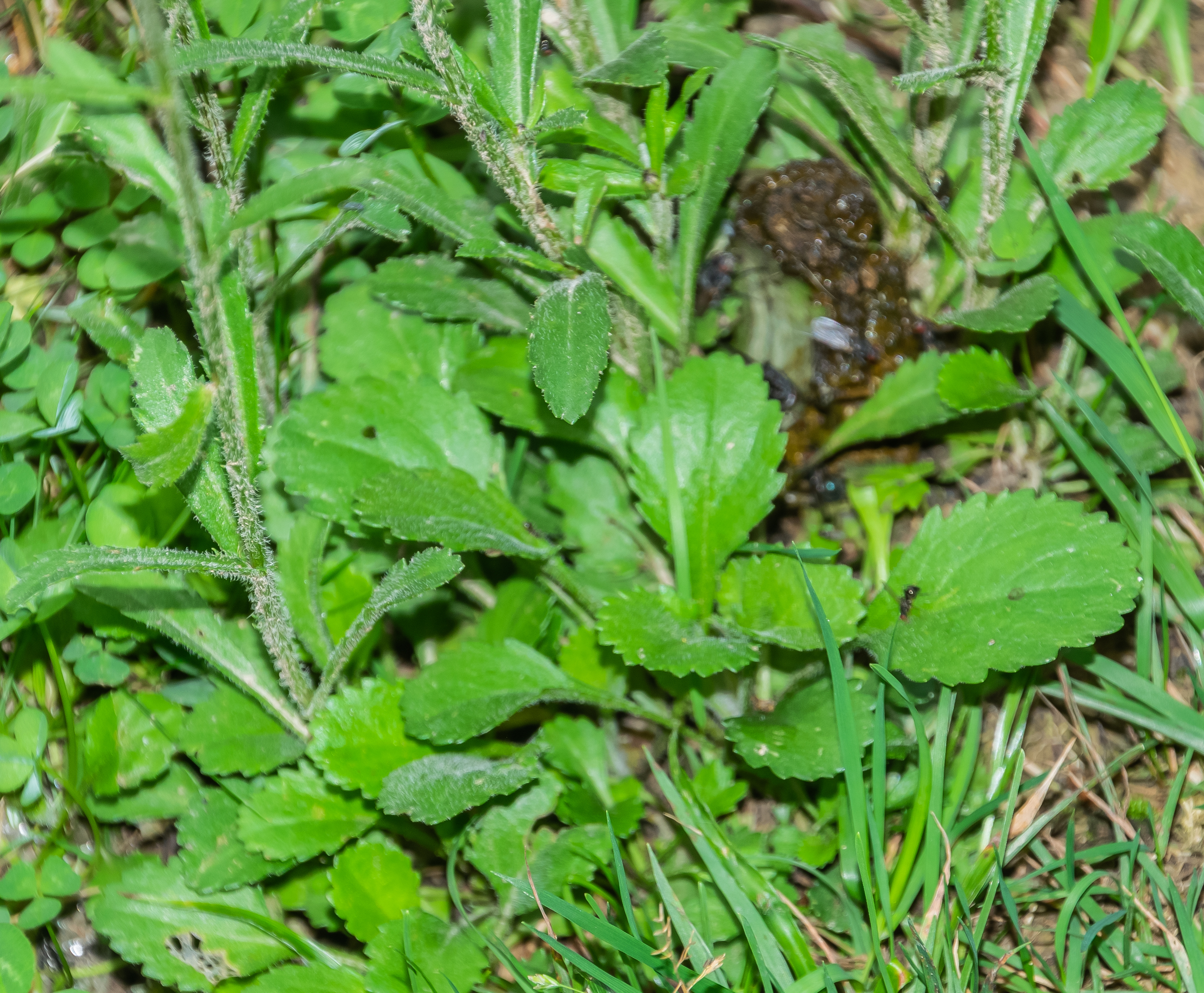
Le foglie
Leucanthemopsis alpina

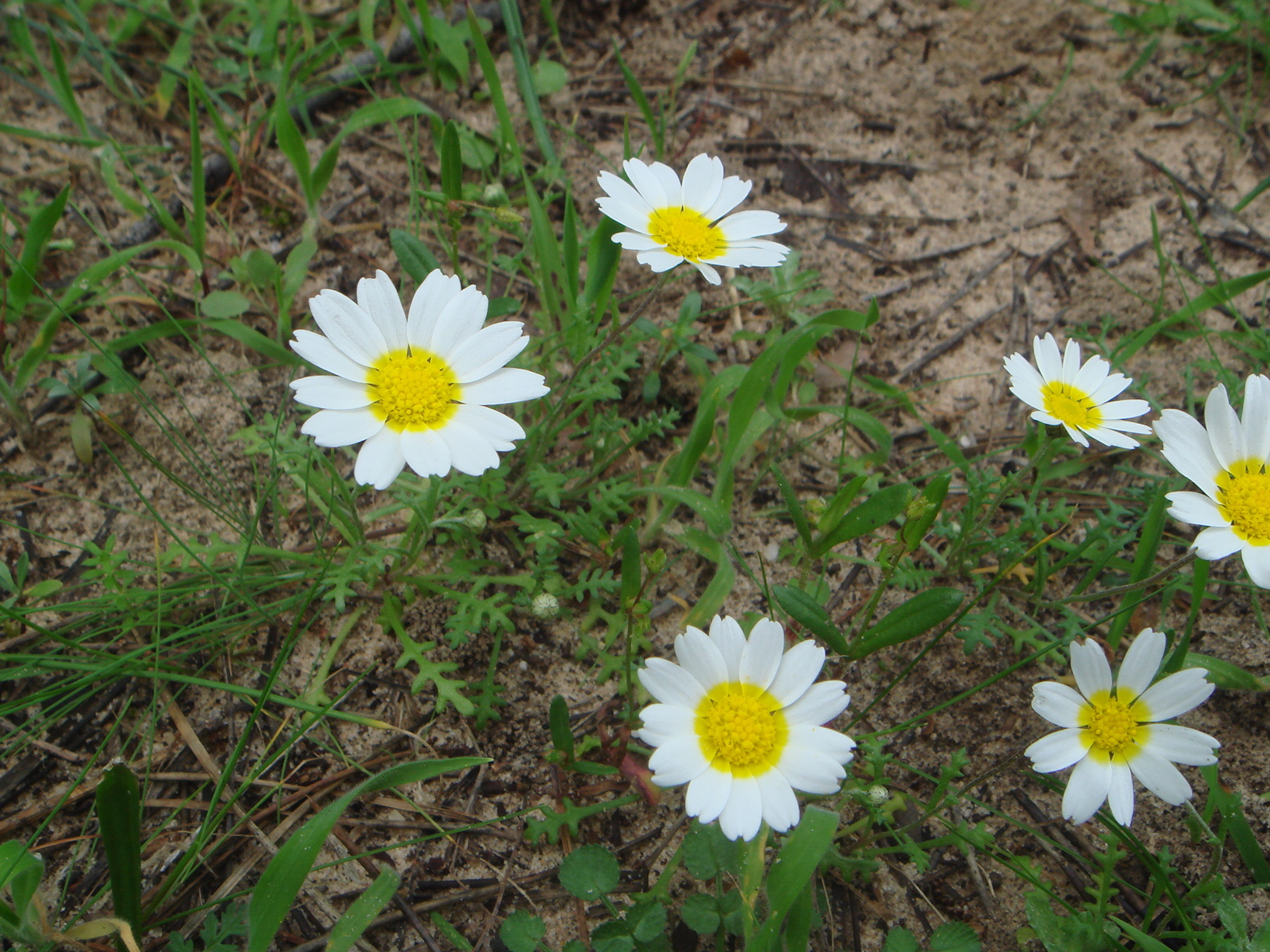
Infiorescenza
Hymenostemma pseudoanthemis

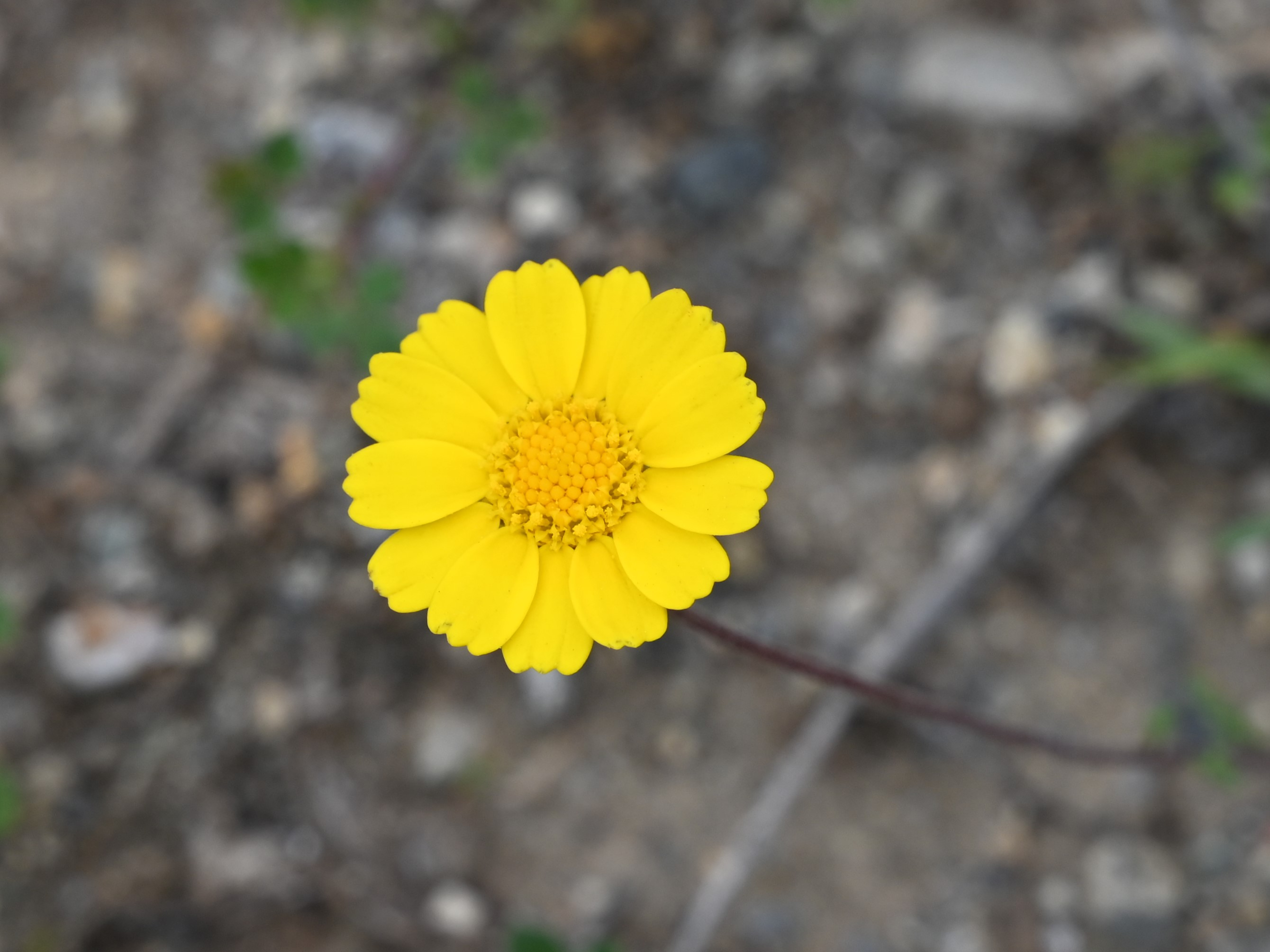
I fiori
Prolongoa hispanica

Portamento. Le specie di questa piccola sottotribù sono quasi tutte erbe perenni (o eventualmente annuali), alcune specie sono legnose alla base (Leucanthemopsis). L'indumento è formato in prevalenza da peli mediofissi.
Fusto. La parte aerea in genere è eretta, semplice o raramente ramosa. 
Foglie. Le foglie lungo il fusto sono disposte in modo alterno, talvolta opposto (Phalacrocarpum), con lamina lobata (1-2-pennatosetta) e bordi seghettati o dentati.
Infiorescenza. Le sinflorescenze sono formate da capolini solitari. Le infiorescenze vere e proprie sono composte da un capolino terminale peduncolato di tipo radiato. I capolini sono formati da un involucro, con forme da emisferiche a coppa, composto da diverse brattee, al cui interno un ricettacolo fa da base ai fiori di due tipi: fiori del raggio e fiori del disco. Le brattee, piatte a consistenza erbacea e ampi margini scariosi, sono disposte in modo più o meno embricato su 4 serie. Il ricettacolo, piatto-convesso, è sprovvisto di pagliette avvolgenti la base dei fiori; talvolta è peloso (Phalacrocarpum).
Fiori.  I fiori sono tetra-ciclici (formati cioè da 4 verticilli: calice – corolla – androceo – gineceo) e pentameri (calice e corolla formati da 5 elementi). Si distinguono in:
- fiori del raggio (esterni): sono femminili e sono disposti su una serie; la forma è ligulata (zigomorfa); a volte possono essere neutri;
- fiori del disco (centrali): sono più numerosi con forme brevemente tubulose (attinomorfe); sono ermafroditi e fertili; raramente funzionalmente maschili (Phalacrocarpum).

- Formula fiorale:

*/x K {\displaystyle \infty }, [C (5), A (5)], G 2 (infero), achenio
- Calice: i sepali del calice sono ridotti ad una coroncina di squame.

- Corolla:

- fiori del raggio: la forma della corolla alla base è più o meno tubulosa-imbutiforme, mentre all'apice è ligulata; la ligula può terminare con alcuni denti; il colore è bianco, raramente è giallo o rossastro;
- fiori del disco: la forma è tubulare bruscamente divaricata in 5 lobi; i lobi, patenti o eretti, hanno una forma deltata o più o meno lanceolata; il colore è giallo o rossastro.

- Androceo: l'androceo è formato da 5 stami (alternati ai lobi della corolla) sorretti da filamenti generalmente liberi; gli stami sono connati e formano un manicotto circondante lo stilo; il collare filamentare è a balaustra. Il tessuto endoteciale (rivestimento interno dell'antera) non è polarizzato. Il polline è sferico con un diametro medio di circa 25 micron;  è tricolporato (con tre aperture sia di tipo a fessura che tipo isodiametrica o poro) ed è echinato (con punte sporgenti).

- Gineceo: l'ovario è infero uniloculare formato da 2 carpelli. Lo stilo (il recettore del polline) è profondamente bifido (con due stigmi divergenti) e con le linee stigmatiche marginali separate o contigue. I due bracci dello stilo hanno una forma troncata e possono essere papillosi o ricoperti da ciuffi di peli.

Frutti. I frutti sono degli acheni senza pappo. La forma è obovoide a sezione trasversale rotonda. I lati sono percorsi da alcune (da 5 a 10) coste longitudinali; raramente gli acheni sono compressi dorsoventralmente e con una costola adassiale, due laterali e due abassiali (Prolongoa). All'apice del frutto è presente solo una piccola coroncina scariosa o marginalmente è arrotondato (Castrilanthemum e Phalacrocarpum). Il pericarpo possiede delle cellule mucillaginifere lungo le coste (Phalacrocarpum ne è privo), ma senza sacchi resinosi.

## Biologia
Impollinazione: l'impollinazione avviene tramite insetti (impollinazione entomogama tramite farfalle diurne e notturne).

Riproduzione: la fecondazione avviene fondamentalmente tramite l'impollinazione dei fiori (vedi sopra).

Dispersione: i semi (gli acheni) cadendo a terra sono successivamente dispersi soprattutto da insetti tipo formiche (disseminazione mirmecoria). In questo tipo di piante avviene anche un altro tipo di dispersione: zoocoria. Infatti gli uncini delle brattee dell'involucro (se presenti) si agganciano ai peli degli animali di passaggio disperdendo così anche su lunghe distanze i semi della pianta. Inoltre per merito del pappo (se presente) il vento può trasportare i semi anche a distanza di alcuni chilometri (disseminazione anemocora).

## Distribuzione e habitat
Le specie di questo gruppo sono distribuite soprattutto nell'area mediterranea (alcuni generi sono monospecifici ed endemici della Spagna). L'habitat tipico è quello temperato-mediterraneo. Nella tabella più avanti sono indicate in dettaglio le distribuzioni relative ai vari generi della sottotribù.

## Sistematica
La famiglia di appartenenza di questa voce (Asteraceae o Compositae, nomen conservandum) probabilmente originaria del Sud America, è la più numerosa del mondo vegetale, comprende oltre 23 000 specie distribuite su 1 535 generi, oppure 22 750 specie e 1 530 generi secondo altre fonti (una delle checklist più aggiornata elenca fino a 1 679 generi). La famiglia attualmente (2021) è divisa in 16 sottofamiglie; la sottofamiglia Asteroideae è una di queste e rappresenta l'evoluzione più recente di tutta la famiglia.

### Filogenesi
Il gruppo di questa voce è descritto nella tribù Anthemideae, una delle 21 tribù della sottofamiglia Asteroideae). Da un punto di vista filogenetico, la tribù Anthemideae fa parte del supergruppo (o sottofamiglia) "Asteroideae grade"; l'altro è il supergruppo "Non-Asteroideae" contenente il resto delle sottofamiglie delle Asteraceae. All'interno del supergruppo è vicina alle tribù Senecioneae, Calenduleae, Gnaphalieae e Astereae.
In base alle ultime ricerche nella tribù sono stati individuati (provvisoriamente) 4 principali lignaggi (o cladi): "Southern hemisphere grade", "Asian-southern African grade", "Eurasian grade" e "Mediterranean clade". La sottotribù di questa voce è compresa nel clade "Eurasian grade".
La costituzione di questo recente gruppo è fatto esclusivamente da specie trattate in precedenza come appartenenti alla sottotribù Leucantheminae. Da analisi di tipo cladistico basate sull'anatomia del frutto è stata dimostrata la non appartenenza al gruppo Leucantheminae; inoltre successivi studi molecolari hanno dimostrato un buon supporto per la monofilia di questo gruppo (e ancora una volta la non correlazione alla sottotribù cui appartenevano inizialmente). Nonostante questo manca ancora una certa sicurezza nel ricostruire le relazioni filogenetiche all'interno del gruppo, e ulteriori studi sono ancora necessari. Il cladogramma a lato (estratto dallo studio citato e semplificato) costruito sull'analisi molecolare di alcune specie della sottotribù propone una possibile configurazione filogenetica di questa sottotribù.
|  | \| \| Hymenostemma \| \| \| \| \| \| Prolongoa \| \| \| \| |
|  |                                                            |
|  | Leucanthemopsis                                            |
|  |                                                            |
|  | Hymenostemma                                               |
|  |                                                            |
|  | Prolongoa                                                  |
|  |                                                            |

|  | Hymenostemma |
|  |              |
|  | Prolongoa    |
|  |              |

|  | \| \| Hymenostemma \| \| \| \| \| \| Prolongoa \| \| \| \| |
|  |                                                            |
|  | Leucanthemopsis                                            |
|  |                                                            |
|  | Hymenostemma                                               |
|  |                                                            |
|  | Prolongoa                                                  |
|  |                                                            |

|  | Hymenostemma |
|  |              |
|  | Prolongoa    |
|  |              |

|  | \| \| Hymenostemma \| \| \| \| \| \| Prolongoa \| \| \| \| |
|  |                                                            |
|  | Leucanthemopsis                                            |
|  |                                                            |
|  | Hymenostemma                                               |
|  |                                                            |
|  | Prolongoa                                                  |
|  |                                                            |

|  | Hymenostemma |
|  |              |
|  | Prolongoa    |
|  |              |

|  | \| \| Hymenostemma \| \| \| \| \| \| Prolongoa \| \| \| \| |
|  |                                                            |
|  | Leucanthemopsis                                            |
|  |                                                            |
|  | Hymenostemma                                               |
|  |                                                            |
|  | Prolongoa                                                  |
|  |                                                            |

|  | Hymenostemma |
|  |              |
|  | Prolongoa    |
|  |              |

I caratteri distintivi delle specie di questa sottotribù sono:
- l'indumento è fatto di peli medifissi;
- il ricettacolo è privo di pagliette;
- il tessuto endoteciale non è polarizzato.

Il numero cromosomico di base delle specie della sottotribù è: 2n=18, 36 e 54. Alcune specie sono poliploidi (Leucanthemopsis).
Tempi di divergenza (milioni di anni - Ma) in base all'"orologio molecolare":
- Phalacrocarpum: 9,5 Ma;
- Castrilanthemum: 5,5 Ma;
- Hymenostemma: 3 Ma;
- Prolongoa e Leucanthemopsis: 2 Ma.

(Altri studi propongono tempi di divergenza diversi.)

### Composizione della sottotribù
La sottotribù comprende 5 generi e 14 specie.
| Genere                               | N. specie                                                                           | Distribuzione       | Caratteri più significativi | Numeri cromosomici          | Fiori |
| ------------------------------------ | ----------------------------------------------------------------------------------- | ------------------- | --- | --------------------------- | ----- |
| Castrilanthemum Vogt & Oberpr, 1996  | Una secie: Castrilanthemum debeauxii (Degen, Hervier & E.Rev.) Vogt & Oberpr., 1996 | Spagna              | L'indumento è formato da peli medifissi. - Le brattee dell'involucro hanno dei margini scariosi bruni. - Gli acheni hanno delle cellule mucillaginifere.                               | 2n = 18                     |       |
| Hymenostemma (Kunze) Willk., 1864    | Una specie: Hymenostemma pseudanthemis (Kunze) Willk., 1864                         | Spagna              | Il lembo dei fiori del raggio sono bianchi con la base gialla. - Gli acheni dei fiori del disco all'apice sono provvisti di una corona scariosa. - Gli stessi acheni hanno 5 - 7 coste | 2n = 18                     |       |
| Leucanthemopsis (Giroux) Heyw., 1975 | 10                                                                                  | Europa e Marocco    | L'indumento è fatto di peli medifissi. - L'apice degli acheni è sormontato da una corona scariosa. - Le coste degli acheni possiedono cellule muciallaginifere.                        | 2n = 18 (specie poliploidi) |       |
| Phalacrocarpum Willk., 1864          | Una specie: Phalacrocarpum oppositifolium Willk., 1864                              | Spagna e Portogallo | Il portamento di questa specie è strisciante suffruticoso perenne. - La disposizione delle foglie sul caule è opposta. - Le foglie sono pennatofide con bordi seghettati               | 2n = 18                     |       |
| Prolongoa Boiss., 1840               | Una specie: Prolongoa hispanica G.López & C.E.Jarvis,1984                           | Spagna              | I fiori del raggio sono sterili. - Le ligule dei fiori del raggio sono completamente bianche. - Gli acheni dei fiori del disco sono coronati con alcune coste.                         | 2n = 18                     |       |

### Generi della flora spontanea italiana
Nella flora spontanea italiana sono presenti i seguenti generi di questo gruppo:

Leucanthemopsis
- Leucanthemopsis alpina (L.) Heywood - Margherita.